# Рязанский проспект (станция метро)
«Ряза́нский проспе́кт» — станция Московского метрополитена на Таганско-Краснопресненской линии. Расположена между станциями «Кузьминки» и «Выхино» на территории Рязанского района (ЮВАО).

## История и происхождение названия
Станция открыта 31 декабря 1966 года в составе участка «Таганская» — «Ждановская», после ввода в эксплуатацию которого в Московском метрополитене стало 82 станции. В проекте станция носила названия «Вешняки», «Кузьминское шоссе» и «Рязанское шоссе». Последнее использовалось в процессе строительства и указывалось на схемах метро 1963—1966 годов, хотя в мае 1964 года Рязанское шоссе на участке от Малого кольца МЖД до МКАД получило современное название Рязанский проспект, и впоследствии оно было присвоено станции метро при открытии. В 1991 году предлагалось переименовать станцию в «Вешняки», однако действующее название сохранилось.

## Архитектура и оформление
Конструкция станции — колонная трёхпролётная мелкого заложения с уменьшенной шириной центрального пролёта. Сооружена по типовому проекту из сборных конструкций. На станции два ряда колонн по 25 штук с шагом 6 метров (пролёт между рядами колонн уменьшен).
Колонны облицованы серо-голубым волнистым мрамором. Стены напротив платформы покрыты глазурованной керамической плиткой: сверху — белой и красной (напоминающей орнамент в стиле рязанских полотенец), внизу — чёрной. Пол выложен серым и розовым гранитом.

## Вестибюли и пересадки
Станция имеет два выхода. Наземные вестибюли, возведённые в виде остеклённых павильонов из железобетонных конструкций, расположены по обе стороны Рязанского проспекта недалеко от его пересечения с улицами Академика Скрябина, Зеленодольской и 4-м Вешняковским проездом.
В 550 м от станции находится остановочный пункт Вешняки Казанского и Рязанского направлений. В связи с большой загруженностью транспортного узла «Выхино» некоторые люди используют эту платформу для пересадки на электропоезда, следующие в Московскую область,. С 2015 года пересадка на платформу Вешняки также объявляется в автоинформаторах поездов Таганско-Краснопресненской линии при прибытии на станцию «Рязанский проспект».

## Наземный общественный транспорт
На этой станции можно пересесть на следующие маршруты городского пассажирского транспорта:
- Автобусы: е70, 51, 133, 208, 279, 371, 429, 491, 725, 731, Вк, Вч, т63, н7

## Фотографии
| - Зал станции - Вид на платформу и путевую стену - Поезд на станции - Название на путевой стене - Южный вход на станцию (фото 2008 года) |

## Станция в цифрах
- Таблица времени прохождения первого поезда через станцию[3]:

| По чётным числам              | Будние дни | Выходные дни |
| По нечётным числам            | Будние дни | Выходные дни |
| В сторону станции «Выхино»    | 06:08:00   | 06:08:00     |
| В сторону станции «Выхино»    | 06:06:00   | 06:06:00     |
| В сторону станции «Кузьминки» | 05:35:00   | 05:35:00     |
| В сторону станции «Кузьминки» | 05:35:00   | 05:35:00     |